# さあ踊ろう!
『さあ踊ろう!』（さあおどろう!、ドイツ語: Auf zum Tanze!）作品436は、ヨハン・シュトラウス2世が作曲したポルカ・シュネル。曲名はルートヴィヒ・ガングホーファーの詩による。

## 解説
1888年3月3日、100人ほどの来訪者を迎えて「シュトラウス家の舞踏会」が催された。『さあ踊ろう!』はこの日のために作曲されたもので、来訪者に配られたおみやげの箱の中には、16小節のポルカの楽譜と、曲名となったガングホーファーの詩が入っていた。アルフレート・グリュンフェルトは、楽譜を手にした途端、我先にとピアノに飛びついたという（私的初演）。
同年10月21日、ウィーン楽友協会の日曜コンサートにおいて一般演奏（公的初演）された。
シュトラウス2世の遺作でアドルフ・ミュラー2世が完成させたオペレッタ『ウィーン気質』の第3幕にも用いられている。

## ニューイヤーコンサート
ウィーンフィル・ニューイヤーコンサート2017において、初めてプログラム上に取り上げられた。指揮者はグスターボ・ドゥダメル。